# Гай Вібій Руфін
Гай Вібій Руфін (лат. Gaius Vibius Rufinus, 2 — після 47 року н.е.) — політичний та військовий діяч Римської імперії.

## Життєпис
Походив з роду нобілів Вібіїв з м.Тускулум. Син Гая Вібія Руфа, консула-суфекта 16 року, та Публілії. Замолоду служив у військах, що воювали на Дунаї та Рейні. У 22 році стає консулом-суфектом (разом з Марком Кокцеєм Нервою). У 36—37 роках як проконсул керував провінцією Азія. З 41 до 47 року виконував обов'язки імператорського легата у Верхній Германії. Подальша доля не відома.